# Артисловка
Арти́словка (устар. Прудки, Озерье, Хартислова, Серцысловка, Озеренка, Хартиловка; бел. Арці́слаўка) — река в Шкловском районе Могилёвской области Беларуси, левый приток Днепра.

## Описание
Длина реки — 17 км, площадь водосборного бассейна — 150 км². Средний наклон водной поверхности 1,6 м/км.
Начинается возле деревни Черепа, протекает через озеро Святое. Устье в 1 км к западу от деревни Пруды. В верхнем течении до впадения в озеро Святое пересыхает.
Имеет 2 притока: Воняска (левый), Плещицы (правый). Генеральное направление течения — запад.
Протекает через деревни: Черепа, Ничипоровичи, Потапово, Озерье, Евдокимовичи, Заходы, Пруды.